# Université de St Andrews
Pour les articles homonymes, voir Saint Andrews.
L'université de St Andrews, sur la côte Est de l'Écosse, a été fondée en 1413. C'est la troisième plus ancienne université du monde anglophone après celles d'Oxford et de Cambridge et un membre d'Europaeum. Elle fait partie des 30 plus vieilles universités du monde. L'université s'est régulièrement classée parmi les 3 meilleures universités britanniques.

## Historique
L'université fut fondée en 1410 lorsqu'une charte royale fut conférée au prieuré augustinien de la cathédrale de St Andrews. La bulle pontificale vint du pape d'Avignon Benoît XIII en 1413. L'université était à l'origine entièrement masculine, mais a finalement permis aux femmes d'étudier à la fin des années 1800. De la fin du XIXe siècle aux années 1930 existe pour elles le diplôme Lady Literate in Arts (LLA).

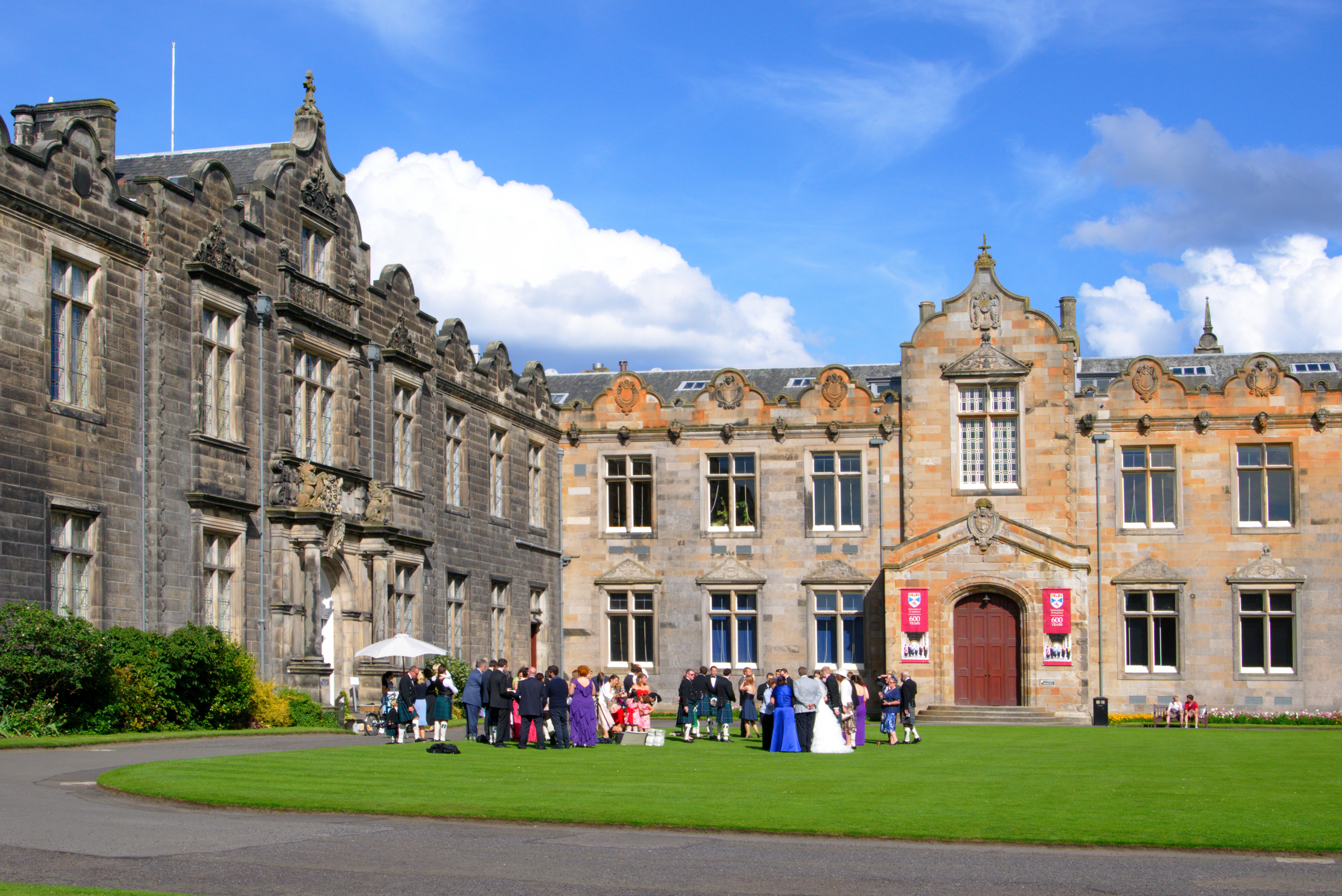
Quadrilatère du United College de St Andrews

Le 5 septembre 2007, le dalaï-lama apporte son soutien à un projet de recherche important de cette université, qui vise à explorer le rapport étroit entre la religion et la politique au Tibet et est focalisé sur le bouddhisme tibétain entre 1931 et les premières années du XXIe siècle. Le projet est considéré comme le plus grand projet historique dans le monde sur le sujet, et est mené par Mario Aguilar (en).
Le prince William de Cambridge y a notamment étudié la géographie, où il a rencontré son épouse Catherine Middleton, qui y étudiait l'histoire de l'art.

### Liens avec les États-Unis
Un certain nombre de personnalités américaines de premier plan ont été associées à St Andrews, notamment l'industriel américano-écossais Andrew Carnegie, qui était recteur. James Wilson, signataire de la déclaration d'indépendance, a également étudié à l'université. L'université propose plusieurs programmes d'échange de bourses prestigieux avec des universités américaines.
Ces liens historiques se sont poursuivis jusqu'à ce jour[Quand ?]. L'université a commencé à recruter activement aux États-Unis dans les années 1980. En 2017, 1 étudiant sur 6 était Américain,. Il y a plus de 10 000 anciens étudiants américains issus des 50 États.

## Scientométrie
Elle fait partie des universités les plus réputées d'Écosse et du Royaume-Uni, malgré sa petite taille. En 2021, l'université se classait 1re du classement des universités britanniques, devenant la première université à dépasser Oxford et Cambridge.
L'université a un taux d'admission inférieur à 8 %, avec plus de 15 000 candidatures pour environ un millier de places pour 2010. En 2021, St Andrews avait le plus haut niveau d'admission au premier cycle au Royaume-Uni avec un tarif d'entrée UCAS moyen de 208 points.
| Année / Classement | The Guardian University Guide | The Times & Sunday Times Good University Guide | The Complete University Guide |
| ------------------ | ----------------------------- | ---------------------------------------------- | ----------------------------- |
| 2022               | 1                             | 1                                              | 3                             |
| 2020               | 2                             | 3                                              | 3                             |
| 2019               | 3                             | 3                                              | 3                             |

L'université compte l'un des plus faibles pourcentages d'étudiants (13%) issus de milieux à faible revenu, parmi tous les établissements d'enseignement supérieur du Royaume-Uni. Environ 40% des étudiants sont issus d'écoles privées et l'université accueille la plus forte proportion d'étudiants financièrement indépendants (58%) au Royaume-Uni.

## Campus
L'Université de St Andrews est située dans la petite ville de St Andrews, dans la région rurale de Fife, en Écosse. L'université dispose d'installations d'enseignement, de bibliothèques, de logements étudiants et d'autres bâtiments répartis dans toute la ville. En général, les départements et les bâtiments universitaires sont concentrés sur North Street, South Street, The Scores et North Haugh. L'université a deux sites majeurs dans la ville. Le premier est le United College, St Andrews sur North Street, qui sert à la fois d'espace d'enseignement et de lieu pour des événements étudiants. Le second est St Mary's College, St Andrews, basé sur South Street. The Scores et North Haugh sont des campus plus récents qui sont plus éloignés de la ville.

### Bibliothèques
L'Université de St Andrews possède l'une des plus vastes collections de bibliothèques universitaires du Royaume-Uni, qui comprend d'importantes collections de livres, de manuscrits, de muniments et de photographies. La collection de la bibliothèque contient plus d'un million de volumes et plus de deux cent mille livres rares et anciens.

### Halls
L'université de St Andrews possède plusieurs Halls (lieux de résidence) où sont logés tous les élèves de première année ainsi qu'une partie des élèves plus âgés. En 2012, 52 % de la population étudiante vit dans les halls universitaires. Les salles varient considérablement en âge et en caractère; la plus ancienne, Deans Court, date du XIIe siècle, et la plus récente, Whitehorn Hall, a été construite en 2018. Les résidences universitaires comprennent:
- Agnes Blackadder Hall
- Albany Park (démoli 2019-2021)
- Andrew Melville Hall
- Appartements David Russell
- Appartements Fife Park
- Gannochy House
- Hamilton Hall
- John Burnet Hall
- McIntosh Hall
- Powell Hall (Postgraduate seulement)
- St Regulus Hall
- St Salvator's Hall
- University Hall
- Whitehorn Hall (ajout au University Hall, 2018)
- Angus and Stanley Smith Houses (Postgraduate seulement)

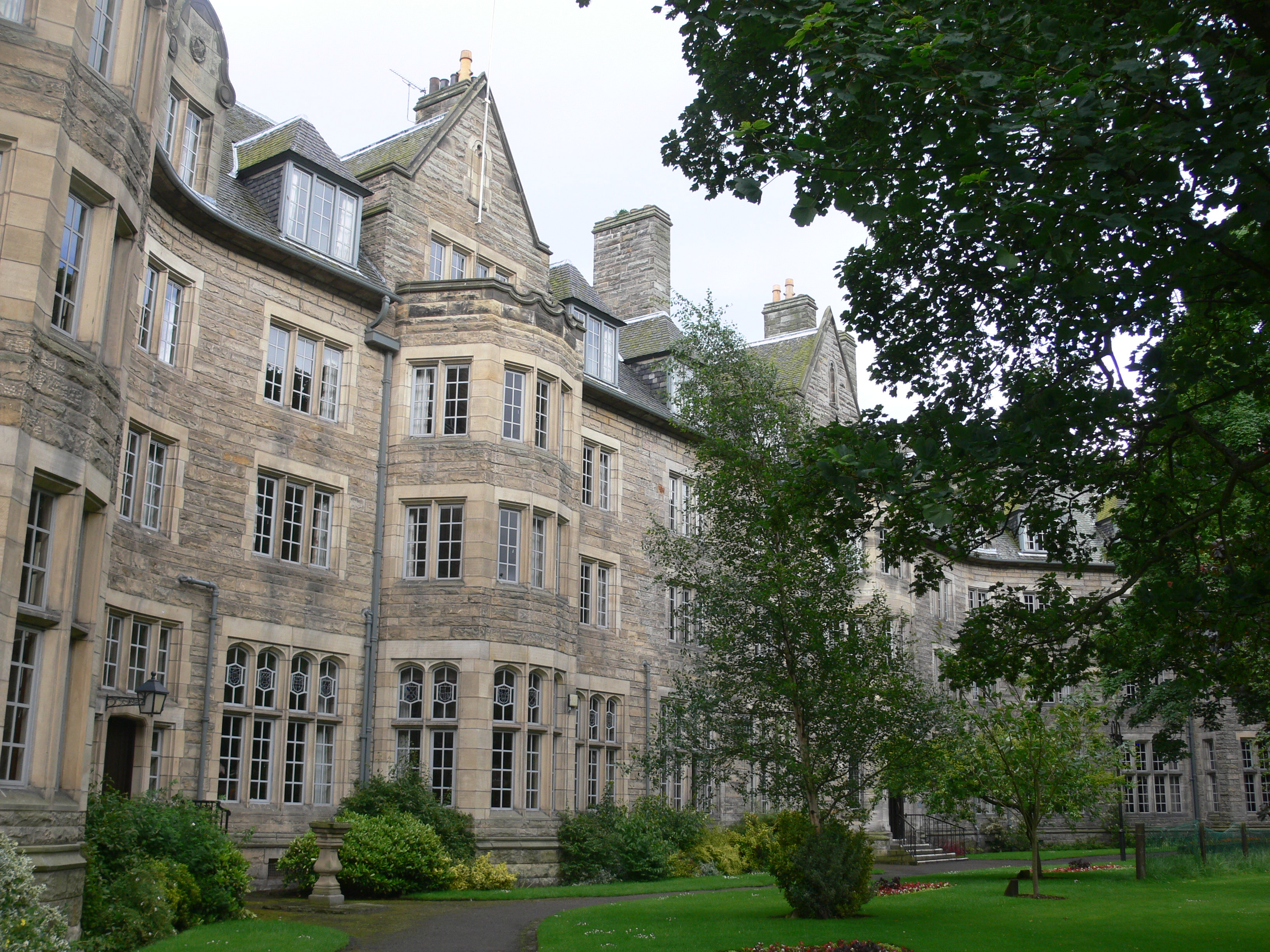
St Salvator's Hall est considérée comme la résidence la plus prestigieuse, accueillant William de Cambridge.

- Deans Court (Postgraduate seulement)
- St Gregory's (Postgraduate seulement)
- Hepburn Hall

### Chapelles
L'université a deux chapelles. La chapelle St Salvator a été fondée en 1450 par l'évêque James Kennedy et est aujourd'hui au centre de l'université. La chapelle St Leonard's est située dans le parc de l'école St Leonards à proximité. Il est le plus ancien bâtiment de l'université, certaines parties datant de 1144 et est la plus petite des deux chapelles. St Salvator's et St Leonard's ont leurs propres chœurs, dont les membres sont issus du corps étudiant.

## Personnalités liées à l'université

### Professeurs
En dépit d'être une petite université, St Andrews a accueilli de nombreux universitaires écossais célèbres, dont six lauréats du prix Nobel.
Anthropologie et Zoologie
- Joanna Overing
- William Thomas Calman

Biologie, Médecine et Physiologie
- Struther Arnott
- Patrick Geddes
- D'Arcy Wentworth Thompson
- John Adamson

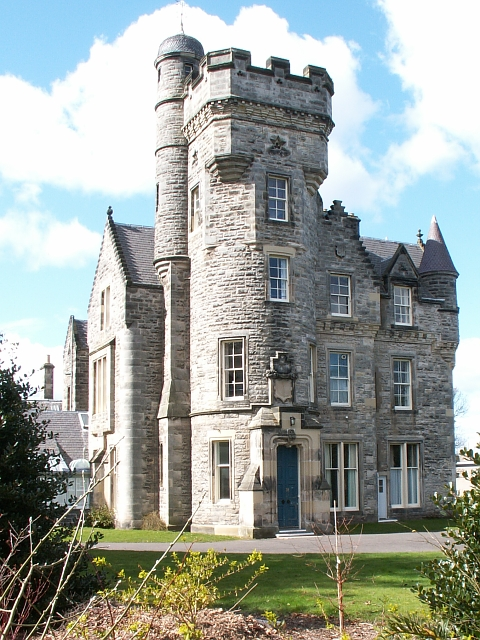
L'aile Wardlaw du hall universitaire.

- Maurice Wilkins (lauréat du prix Nobel de médecine)
- Percy Theodore Herring (découvreur de corps neurosécrétoires)

Chimie
- Norman Haworth

Classiques
- Walter Burkert
- John Craig

Théologie
- John Adamson
- Richard Bauckham
- Matthew Black
- Thomas Chalmers
- Nicholas Thomas Wright

Économie
- Clara Ponsatí i Obiols

Anglais, Littérature et Poésie
- John Burnside
- Roger Lancelyn Green
- Robert Irwin
- Kathleen Jamie
- A. L. Kennedy

Histoire et Histoire de l'Art
- G.W.S. Barrow
- Robert Bartlett
- Michael Brown
- George Buchanan
- Nora K. Chadwick
- Martin Kemp
- Alex Woolf

Relations Internationales et Politique
- Hew Strachan

Mathématiques et Astronomie
- John Couch Adams
- James Gregory
- John Mackintosh Howie
- Peter Cameron

Philosophie et Logique
- Thomas Spencer Baynes
- Bernard Bosanquet
- C. D. Broad
- James Frederick Ferrier
- Crispin Wright

Physique
- Sir Michael Berry
- David Brewster
- Charles Coulson

Psychologie
- Kay Redfield Jamison

### Étudiants

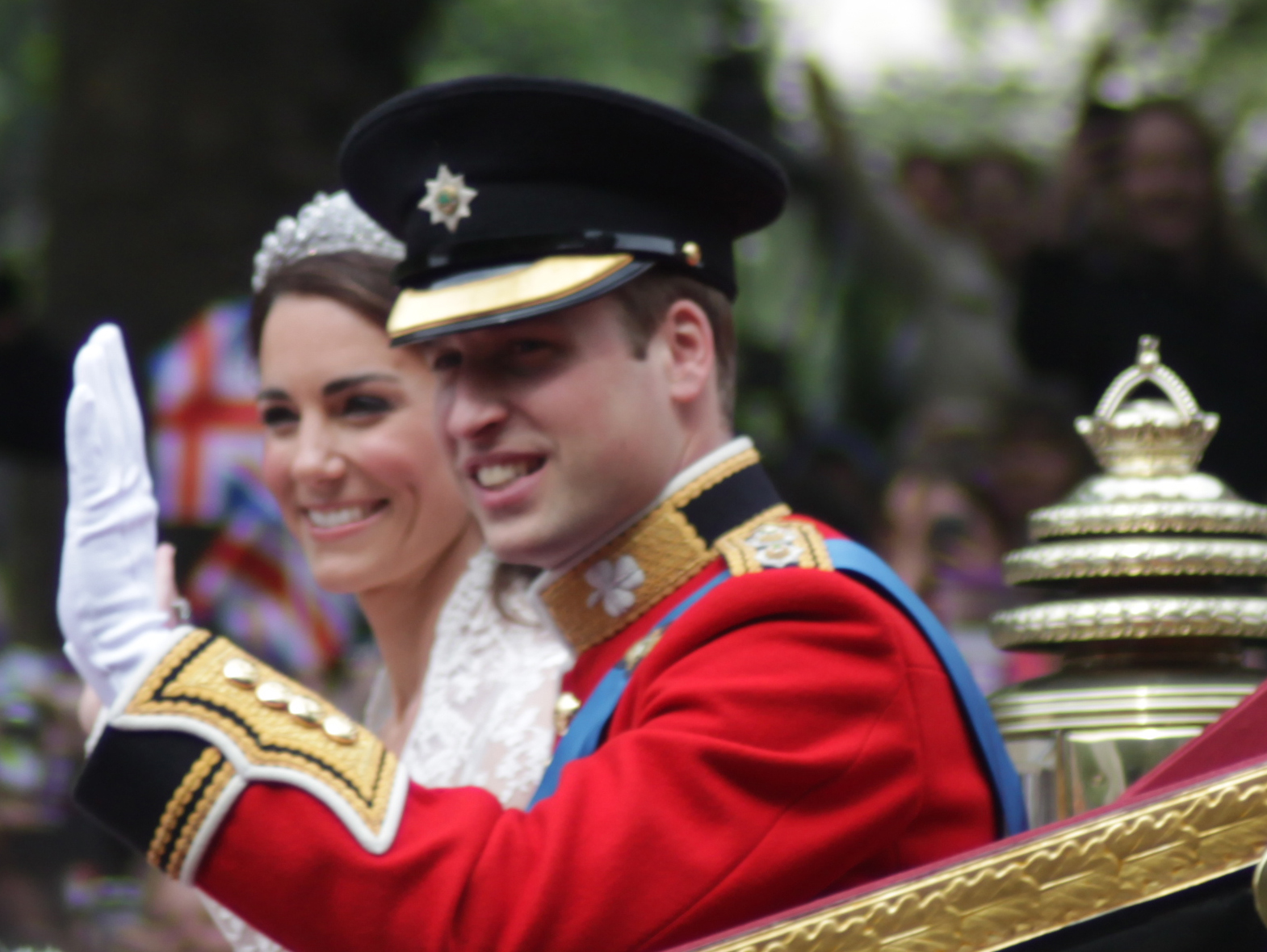
Le prince William, prince de Galles et Catherine, princesse de Galles ont obtenu ensemble en 2005 des diplômes en géographie et en histoire de l'art respectivement.

Les anciens de St Andrews comprennent de nombreux aristocrates, politiciens, acteurs et athlètes célèbres. Les étudiants récents les plus célèbres étaient le prince et la princesse de Galles, qui se sont rencontrés pendant leurs études à St Andrews.
- Alexander Alesius
- Bolanle Awe, historienne nigériane
- Le Prince de Galles
- Chris Hoy (cycliste olympique)
- John Bruce Lockhard (directeur adjoint du Secret Intelligence Service)
- Jessie Mackay (poétesse et féministe néo-zélandaise)
- Jean-Paul Marat (révolutionnaire français)
- Catherine Middleton (Princesse de Galles)
- Patience Myhunzi-Kufa
- Alex Salmond (Premier ministre d'Écosse)
- Asha de Vos
- James Wilson (signataire de la Déclaration d'indépendance des États-Unis)
- James Whyte Black